# گوین جنکینز
گوین جنکینز (انگلیسی: Gwyn Jenkins) ژنرال سپاه تفنگداران دریایی سلطنتی است، که از مه ۲۰۲۵ به‌عنوان صد و پنجمین لرد نخست دریا (فرمانده نیروی دریایی بریتانیا) فعالیت می‌کند و با حفظ سمت از سال ۲۰۲۲ فرمانده سپاه تفنگداران دریایی سلطنتی است.
جنکینز فعالیت نظامی را از سال ۱۹۹۰ به‌عنوان تفنگدار دریایی در نیروی دریایی سلطنتی بریتانیا آغاز کرد، از ۲۰۱۸ تا ۲۰۱۹ فرماندهی تیپ ۳ کماندو را برعهده داشت، از ۲۰۱۹ تا ۲۰۲۰ معاون رئیس ستاد نیروی دریایی بود، از ۲۰۲۱ تا ۲۰۲۲ به‌عنوان فرمانده سرویس دریایی ویژه فعالیت می‌کرد و از ۲۰۲۲ تا ۲۰۲۴ جانشین رئیس ستاد دفاع بریتانیا بود.